# باشگاه فوتبال ترنتو ۱۹۲۱
باشگاه فوتبال ترنتو ۱۹۲۱ (i Gialloblu) یک باشگاه فوتبال مستقر در ترنتو، ایتالیا است که در حال حاضر در سری سی، سومین سطح لیگ فوتبال در این کشور به فعالیت می‌پردازد.
آن‌ها بازی‌های خانگی خود را در ورزشگاه بریاماسکو، مستقر در ترنتو انجام می‌دهند که به اندازه ۴۲۲۷ صندلی گنجایش پذیرش تماشاگر دارد.

## تاریخچه

### از آغاز تا پس از جنگ
فوتبال در ترنتو در سال ۱۹۲۱ با تأسیس انجمن فوتبال ترنتو آغاز شد، که در همان سال اتحادیه ورزشی ترنتو، که رنگ‌های اجتماعی‌اش سفید-آبی و نشانش شیر در حال زوزه بود، و ورزش پیاده‌روی (که به آن پرو ترنتو نیز گفته می‌شود) که لباس‌های بازی‌اش سیاه ستاره‌دار بود، را گرد هم آورد. در سال‌های اولیه وجود، ترنتو با این دو طرح رنگی به بازی پرداخت.
اولین زمین بازی تیم، میدان سابق دارت، سپس میدان ونیز بود، اما این زمین سنگلاخی و به سختی قابل استفاده بود، بنابراین چند سال بعد استادیوم در منطقه بریاماسکو افتتاح شد. در ابتدا، با تیمی که پس از برخی عملکردهای خوب در لیگ‌های بین‌منطقه‌ای، به‌طور ناگهانی فعالیت خود را متوقف کرد، دوران سختی بود،
در تاریخ ۲۸ سپتامبر ۱۹۲۹، این انجمن با نام انجمن ورزشی ترنتو دوباره سازماندهی شد و برای اشاره به نشان شهر، رنگ‌های اجتماعی زرد-آبی را انتخاب کرد، اما به زودی شکست خورد. در سال ۱۹۳۱ باشگاه فوتبال ترنتو دوباره تأسیس شد و اولین دربی دوگانه منطقه‌ای را در برابر باشگاه فوتبال بولزانو برگزار کرد که با حضور سه هزار تماشاگر در خارج و بیش از چهار هزار نفر در استادیوم بریاماسکو همراه بود. در مسابقات ۱۹۳۵–۱۹۳۴، ترنتو یک نیم‌فصل به یاد ماندنی را تجربه کرد و به مقام اول رسید؛ اما افت عملکرد در نیم‌فصل دوم باعث شد تا به مقام سوم سقوط کند، هرچند که با پیروزی معتبر خانگی (در برابر بیش از پنج هزار نفر) مقابل فیومانا این ناکامی را جبران کرد. به همین دلیل، ترنتو به سری سی جدید برای فصل ۱۹۳۵–۳۶ راه یافت، جایی که اما در آخرین جایگاه قرار گرفت و سقوط کرد.
از ۱۹۳۶ تا ۱۹۳۷، ترنتو دوره‌ای از نیمه تعطیلی را به دلیل مشکلات مالی و سازمانی تجربه کرد؛ بنابراین، باشگاه مجدداً تأسیس شد و نام انجمن فوتبال ترنتو را دوباره به خود گرفت که در اولین لیگ شرکت کرد و در پایان فصل ۱۹۳۹–۱۹۳۸ به سری سی راه یافت. اما تجربه حضور در سری سی تنها یک سال به طول انجامید و باز سقوط کرد.
در فصل بعد، باشگاه ترنتو دوباره در مسابقات شرکت کرد و در مقام چهارم قرار گرفت و مجدداً به سری سی صعود کرد. در سال بعد در سری سی، تیم نام انجمن فوتبال ترنتو-کاپرونی را به خود گرفت، زیرا شعبه‌ای از کارخانه محلی کاپرونی بود و تنها آبی به عنوان رنگ اجتماعی انتخاب شد. بدین ترتیب، مقام هفتم را کسب کرد؛ سپس، در آخرین مسابقه قبل از تعلیق به دلیل جنگ جهانی دوم، ترنتو-کاپرونی در مقام پنجم قرار گرفت و به این ترتیب حق شرکت در سری بی را در از سرگیری فعالیت‌های ورزشی به دست آورد.
پس از جنگ، فصل ۱۹۴۵–۱۹۴۶ شاهد حضور دوباره ترنتو بود که در سری مختلط B-C Alta Italia شرکت کرد و در پایان به مقام دوازدهم رسید و به سری سی بازگشت؛ به زودی سطح فعالیت به دلیل مشکلات مالی شدید محدود شد.
در سال ۱۹۴۸، رنتسو هلفر، سیاستمدار، به ریاست ترنتو رسید و برای مدت طولانی سرنوشت‌های باشگاه را مدیریت کرد.

### از سال‌های پنجاه تا هشتاد
برای بازگشت به سری سی، پس از سه سال در ترفیع بین‌منطقه‌ای، ترنتو باید منتظر فصل ۱۹۵۰–۱۹۵۱ می‌ماند، که در آن ۱۱۹ گل در ۳۴ بازی به ثمر رساند و ۶۲ امتیاز کسب کرد.
در فصل ۱۹۵۲–۱۹۵۱، سری سی، تیم به دلیل نیازهای مالی به نوعی کاهش یافت و آرزوهای طرفداران زرد-آبی به مقام پنجم محدود شد که منجر به سقوط به سری دی و وداع با رؤیای سری سی جدید با یک گروه شد. از آن زمان، ترنتو دوره‌ای از افول را تجربه کرد که در سال ۱۹۵۹ با ورود ایتو دل فاورو، کارآفرین، به ریاست باشگاه متوقف شد. در سال‌های اولیه ریاست او، اوضاع برای یک دهه خوب پیش نرفت و اعتراضات طرفداران را به همراه داشت، اما در نهایت، عقاب‌ها به رده‌های بالا رسیدند.
در سال ۱۹۷۰، جورجو گریگولی، رئیس شورای استانی، به عنوان نایب رئیس باشگاه زرد-آبی وارد شد تا به دنبال صعود به سری سی باشد. ورود او باعث افزایش شور و شوق حول تیم شد و حضور ۶۰۰۰ نفر در استادیوم را ثبت کرد، جایی که در آخرین روز، ترنتو با یک امتیاز برتری نسبت به پوردنونه در رده دوم، به خارج از خانه به کاستل‌فرانکو رفت و با تساوی در جدول به مرحله اول پلی‌آف صعود کرد. بازی پلی‌آف در والداگنو مقابل پوردنونه با پیروزی ترنتو ۲–۰ به پایان رسید و گل‌ها را اسکالی و بابو به ثمر رساندند که باعث شادی طرفداران شد.
رئیس دل فاورو، پس از صعود ترنتو به سری سی، با احساساتی که از سوی طرفداران خواسته می‌شد، به دنبال یک صعود دیگر به سری بی بود، که هرگز محقق نشد.
در فصل ۱۹۷۵–۱۹۷۴ از سری سی، باشگاه تصمیم به تلاش مجدد گرفت و با سرمربی‌گری فرانزوی و لودادیو، تا هفته یازدهم ترنتو را در رده‌های بالای جدول نگه داشتند، اما در پایان فصل ترنتو تنها در مقام هشتم قرار گرفت. در سال بعد، عقاب‌ها در مقام آخر قرار گرفتند و به سری دی سقوط کردند. در فصل ۱۹۷۷–۱۹۷۶، دوره دیوید آغاز شد که در ژانویه به جای فرانزوی روی نیمکت نشست و با اهداف جاه‌طلبانه، به سری سی بازگشت و پی‌یرجورجیو لوتروتی یکی از پرچم‌داران فوتبال ترنتینو شد.
سال بعد، تیم در مقام خوبی قرار گرفت، اما در فصل بعدی، با جدایی‌های مهم از جمله کدونیاتو، دیوینا، اسگاربوسا، دامونتی و گلزن بالارین، به مشکل برخورد کرد و علی‌رغم ورود دیرهنگام آنجلو دومنگینی، نتوانست از سقوط بد جلوگیری کند.
در فصل ۱۹۸۰–۱۹۷۹، با ماریو دیوید به عنوان مدیر ورزشی و برونو باونی در نیمکت، پایه‌های محکمی برای ترنتو گذاشته شد و بازیکنان منطقه‌ای مانند: لوتروتی، تلچ، دالدوسو، آندریتا، یوریاتی، برتوکی در حمله و چیانکتی در دفاع به کار گرفته شدند. در پایان فصل، ترنتو با باشگاه فوتبال پادوا در مقام دوم قرار گرفت و در روز جمعه ۱۳ ژوئن برای پلی‌آف صعود به ورونا رفت. نتیجه با تساوی ۲–۲ به پایان رسید و گل‌های لوتروتی از روی نقطه پنالتی و مارچی برای زرد-آبی‌ها در زمان‌های عادی به ثمر رسید و پیروزی نهایی در پنالتی‌ها با گل نهایی پارلاتو حاصل شد.

### از ۱۹۸۰ به بعد
در سال‌های ۸۰، تاریخ ترنتو به ریاست جورجو گریگولی و ایجاد گروهی متشکل از کارآفرینان محلی مشخص شد. اولین فصل از دهه جدید، پس از شروع سخت، به طرفداران یک جایگاه شایسته در میانه جدول هدیه داد، سپس باونی به دلیل اختلافات با دیوید از سمت خود کناره‌گیری کرد و استواناتو جایگزین او شد. او سیاست ارتقاء جوانان منطقه‌ای را که دیوید دوست داشت، دنبال کرد و بازیکنانی مانند دمتته، مانتگنی، برتیناتو و پالانچ را به تیم آورد. برای تقویت خط دفاعی، در اکتبر از اودینزه جیجی دی آگوستینی، بازیکن آینده‌دار ملی، به تیم پیوست. در پایان تورنمنت، ترنتو در مقام دهم قرار گرفت.
پس از آخرین فصل دیوید در ترنتو، که در تابستان به بولونیا منتقل شد، این جایگاه به کلودیو مولیناری واگذار شد. سپس در سال ۱۹۸۳، ترنتو که با اهداف صعود به سری بی شروع کرده بود، در نهایت در مقام آخر با ۱۲ امتیاز قرار گرفت و با تغییرات متعدد در نیمکت، با سه مربی: کاپلی، آنسالونی و در نهایت بازارینی سقوط کرد. سال بعد، برونو باونی دوباره به نیمکت بازگشت، اما ماجراجویی در سری C2 هرچند که با بازگشت لوتروتی و دومینیکالی به ترنتو و ورود فابریزی، مارچتی و آراودی در حمله و بنکاردینو و کاستیونی در دفاع، آغاز نشد، اما بسیار هیجان‌انگیز بود و پس از شروعی خوب، در آخرین روز در زمین صدرنشین اوستپیتالتو، عقاب‌ها با گل بنکاردینو پیروز شدند و به پلی‌آف مانتووا رسیدند و در آنجا نیز پیروز شدند و پس از یک سال دوباره به سری C1 بازگشتند و با پیروزی در یک بازی پلی‌آف به پنالتی‌ها و با درخشش مایر و گل نهایی لومانو صعود کردند.
فصل ۱۹۸۶–۱۹۸۵ با پایانی هیجان‌انگیز و نجات در آخرین روز به پایان رسید. در پایان فصل باونی نیمکت را ترک کرد و پائولو فراریو به عنوان سرمربی جدید آمد و تیم را به‌طور کامل بازسازی کرد و با ورود مهاجم نیکو پنز به ۳۷ امتیاز نهایی رسید و بهترین نتیجه تاریخ در سری C1 را کسب کرد.
در فصل ۱۱–۲۰۱۰، از سری D گروه B، در مرحله پلی‌آوت به تیم Eccellenza Trentino-Alto Adige/Südtirol سقوط کرد.
در فصل ۱۲–۲۰۱۱ این تیم از Eccellenza Trentino–South Tyrol به سری D پس از پلی آف صعود کرد. این تیم در سال ۲۰۱۳ دوباره سقوط کرد.
در سال ۲۰۱۴ ترنتو از اچلنتسا به رده پایین‌تد سقوط کرد. پس از انتقال عنوان ورزشی به یک شرکت جدید در همان سال، باشگاه فونیکس در سال ۲۰۱۶ به اچلنتسا صعود کرد.
در فصل ۲۰۲۰–۲۱ سری دی، تحت هدایت سرمربی کارمین پارلاتو، ترنتو قهرمان شد، بنابراین پس از ۱۸ سال حضور در لیگ‌های آماتور، به حرفه‌ای شدن بازگشت.